# Ubon Ratchathani
Ubon Ratchathani (tajski: อุบลราชธานี) – miasto we wschodniej Tajlandii, na równinie Korat, nad rzeką Mun (dopływ Mekongu), ośrodek administracyjny prowincji Ubon Ratchathani. Około 107 tys. mieszkańców.